# Alexia der Niederlande

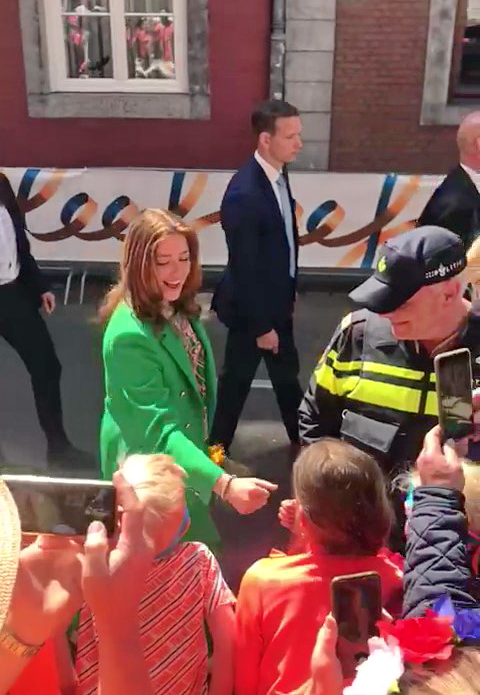
Prinzessin Alexia (2022)

Alexia Juliana Marcela Laurentien, Prinzessin der Niederlande, Prinzessin von Oranien-Nassau, (* 26. Juni 2005 in Den Haag) ist die zweite Tochter von König Willem-Alexander und Königin Máxima der Niederlande. Prinzessin Alexia steht in der Thronfolgeordnung an zweiter Stelle. Ihre Anrede lautet Königliche Hoheit.

## Leben
Prinzessin Alexia wurde 2005 als zweite Tochter des niederländischen Kronprinzenpaares Willem-Alexander und Máxima der Niederlande geboren. Am 19. November 2005 wurde sie in der Dorfkirche von Wassenaar von Pastor Deodaat van der Boon getauft. Ihre Paten sind Königin Mathilde von Belgien, Alexandra Jankovich de Jeszenice, ihr Onkel Prinz Johan Friso, ihr Onkel Juan Zorreguieta (Bruder von Königin Máxima) und Frans de Beaufort. 
Sie hat zwei Schwestern, die ältere Kronprinzessin Catharina-Amalia (* 2003) und die jüngere Prinzessin Ariane (* 2007). 
Sie besuchte das Christelijk Gymnasium Sorghvliet in Den Haag. Im Sommer 2021 wechselte sie auf das englische Elite-Internat Atlantic College im St Donat’s Castle, das schon ihr Vater besucht hatte. Im Mai 2023 absolvierte Prinzessin Alexia am Atlantic College das International Baccalaureate. Ende September 2024 soll sie am University College London mit dem Bachelor-Studiengang in Science & Engineering for Social Change an der Fakultät für Ingenieurwissenschaften beginnen.

## Vorfahren
| Ahnentafel Prinzessin Alexia der Niederlande | Ahnentafel Prinzessin Alexia der Niederlande | Ahnentafel Prinzessin Alexia der Niederlande | Ahnentafel Prinzessin Alexia der Niederlande | Ahnentafel Prinzessin Alexia der Niederlande | Ahnentafel Prinzessin Alexia der Niederlande | Ahnentafel Prinzessin Alexia der Niederlande | Ahnentafel Prinzessin Alexia der Niederlande | Ahnentafel Prinzessin Alexia der Niederlande |
| -------------------------------------------- | --- | --- | --- | --- | --- | --- | --- | --- |
| Alt-Eltern                                   | Wilhelm von Amsberg (1856–1929) ⚭ 1889 Elise von Vieregge (1866–1951) | Georg von dem Bussche-Haddenhausen (1869–1923) ⚭ 1896 Gabrielle Marie von dem Bussche-Ippenburg (1877–1973)                                                                 | Prinz Bernhard zur Lippe-Biesterfeld (1872–1934) ⚭ 1909 Armgard von Sierstorpff-Cramm (1883–1971)                                                                           | Herzog Heinrich zu Mecklenburg (1876–1934) ⚭ 1901 Königin Wilhelmina (1880–1962)                                                                                            | Amadeo Zorreguieta Hernández (* 1856/1868) ⚭ Máxima Blanca Bonorino Halbach (1874–1965)                                                                                     | Oreste(s) Stefanini ⚭ Tullia Borella (* ca. 1876) | Santiago Anastasio Cerruti Ponce de León (1868/1872–1940) ⚭ María de las Mercedes (de) Sautu Martínez (1876/1877–1955)                                                      | Domingo Carricart Etchart (1885–1953) ⚭ Carmen Cieza Rodríguez |
| Urgroßeltern                                 | Klaus Felix von Amsberg (1890–1953) ⚭ 1924 Gosta von dem Bussche-Haddenhausen (1902–1996)                                                                                   | Klaus Felix von Amsberg (1890–1953) ⚭ 1924 Gosta von dem Bussche-Haddenhausen (1902–1996)                                                                                   | Prinz Bernhard zur Lippe-Biesterfeld (1911–2004) ⚭ 1937 Juliana (1909–2004), Königin der Niederlande 1948–1980                                                              | Prinz Bernhard zur Lippe-Biesterfeld (1911–2004) ⚭ 1937 Juliana (1909–2004), Königin der Niederlande 1948–1980                                                              | Juan Antonio Zorreguieta Bonorino (1899–1959) ⚭ Cesira Maria Stefanini Borella (1901–1999)                                                                                  | Juan Antonio Zorreguieta Bonorino (1899–1959) ⚭ Cesira Maria Stefanini Borella (1901–1999)                                                                                  | Jorge Horacio Cerruti de Sautu (1911–1992) ⚭ 1942 María del Carmen Carricart Cieza (1914/5–1999)                                                                            | Jorge Horacio Cerruti de Sautu (1911–1992) ⚭ 1942 María del Carmen Carricart Cieza (1914/5–1999)                                                                            |
| Großeltern                                   | Claus von Amsberg (1926–2002) ⚭ 1966 Beatrix (* 1938), Königin der Niederlande 1980–2013                                                                                    | Claus von Amsberg (1926–2002) ⚭ 1966 Beatrix (* 1938), Königin der Niederlande 1980–2013                                                                                    | Claus von Amsberg (1926–2002) ⚭ 1966 Beatrix (* 1938), Königin der Niederlande 1980–2013                                                                                    | Claus von Amsberg (1926–2002) ⚭ 1966 Beatrix (* 1938), Königin der Niederlande 1980–2013                                                                                    | Jorge Horacio Zorreguieta Stefanini (1928–2017) ⚭ 1970 María del Carmen Cerruti Carricart (* 1944)                                                                          | Jorge Horacio Zorreguieta Stefanini (1928–2017) ⚭ 1970 María del Carmen Cerruti Carricart (* 1944)                                                                          | Jorge Horacio Zorreguieta Stefanini (1928–2017) ⚭ 1970 María del Carmen Cerruti Carricart (* 1944)                                                                          | Jorge Horacio Zorreguieta Stefanini (1928–2017) ⚭ 1970 María del Carmen Cerruti Carricart (* 1944)                                                                          |
| Eltern                                       | Willem-Alexander (* 1967), König der Niederlande seit 2013 ⚭ 2002 Máxima geborene Zorreguieta Cerruti (* 1971), seit 2013 als Ehefrau des Königs „Königin Máxima“ tituliert | Willem-Alexander (* 1967), König der Niederlande seit 2013 ⚭ 2002 Máxima geborene Zorreguieta Cerruti (* 1971), seit 2013 als Ehefrau des Königs „Königin Máxima“ tituliert | Willem-Alexander (* 1967), König der Niederlande seit 2013 ⚭ 2002 Máxima geborene Zorreguieta Cerruti (* 1971), seit 2013 als Ehefrau des Königs „Königin Máxima“ tituliert | Willem-Alexander (* 1967), König der Niederlande seit 2013 ⚭ 2002 Máxima geborene Zorreguieta Cerruti (* 1971), seit 2013 als Ehefrau des Königs „Königin Máxima“ tituliert | Willem-Alexander (* 1967), König der Niederlande seit 2013 ⚭ 2002 Máxima geborene Zorreguieta Cerruti (* 1971), seit 2013 als Ehefrau des Königs „Königin Máxima“ tituliert | Willem-Alexander (* 1967), König der Niederlande seit 2013 ⚭ 2002 Máxima geborene Zorreguieta Cerruti (* 1971), seit 2013 als Ehefrau des Königs „Königin Máxima“ tituliert | Willem-Alexander (* 1967), König der Niederlande seit 2013 ⚭ 2002 Máxima geborene Zorreguieta Cerruti (* 1971), seit 2013 als Ehefrau des Königs „Königin Máxima“ tituliert | Willem-Alexander (* 1967), König der Niederlande seit 2013 ⚭ 2002 Máxima geborene Zorreguieta Cerruti (* 1971), seit 2013 als Ehefrau des Königs „Königin Máxima“ tituliert |
| Prinzessin Alexia der Niederlande (* 2005)   | | | | | | | | |